# Eufemia Radziwiłłówna
Eufemia Radziwiłłówna, död 1658, var en polsk-litauisk katolsk nunna ur benediktinerorden. 
Hon gavs 1605 som barn till benediktinerklostret St. Euphemia i Nesvizh, avgav löften 1614 och blev abbedissa 1630. Hon grundade tre nya kloster - i Minsk, Smolensk och Orsha. Hon tycks ha ägnat mer uppmärksamhet åt det sekulära livet än åt det religiösa livet: hon var känd för sitt storherre-sätt att leva; hon hade inflytande i Litauen, där hon kallades "fröken furstinnan av Nieświeska". Hon genomförde prövningar för kyrklig jurisdiktion och använde sin sociala ställning i dem.